# Julien Déjardin
Julien Déjardin, né à Valenciennes le 23 juillet 1857 et mort dans la même ville le 2 octobre 1906, est un peintre paysagiste français.

## Biographie
Julien Adolphe Déjardin naît le 23 juillet 1857 à Valenciennes dans le département du Nord, du mariage de Pierre-Joseph-Adolphe Déjardin, commerçant, et de Suzanne Descamps.
Enfant, il étudie au collège Notre-Dame de Valenciennes où il est remarqué par un de ses professeurs, qui n'est autre qu'Alphonse Chigot dont il devient l'élève. Il réalise son premier tableau vers 1872 dans cet atelier. 
Son service militaire, il le fait comme engagé conditionnel, de novembre 1876 à novembre 1877.
En 1882, il retourne chez Alphonse Chigot, à Valenciennes, où il retrouve un camarade de classe, Eugène Chigot.
Parfois il quitte sa région pour la forêt de Mormal , la Hollande, l’Algérie, et surtout Berck où il réalise de nombreux paysages.

Concernant sa peinture, au début des années 1890, le journal Le Progrès du Nord écrit 

« Je retrouve, en M. Déjardin, un jeune peintre, laborieux et consciencieux, qui parait plein d’avenir. Ces paysages font très bonne figure au Salon lillois. Ils dénotent un véritable tempérament artistique fortement épris de la nature et déjà bien en mesure d’en rendre les beautés. »

Il expose au Salon des artistes français entre 1888 et 1902. Il fait une exposition remarquée à Valenciennes, avec plus de 100 toiles, qui ouvre le 30 avril 1893, au passage Boca, ancienne salle Pillion.
Ses autres centres d'intérêts que la peinture sont le sport, et particulièrement les débuts du cyclisme et le jeu de balle pratiqué à Valenciennes, mais aussi la musique avec le violon qu'il pratique dans l'orchestre du théâtre municipal.  
Il meurt le 2 octobre 1906 à Valenciennes.

## Œuvres dans les collections publiques
- Le Touquet-Paris-Plage, Musée du Touquet-Paris-Plage : Pleine lune sur la campagne, 1893, huile sur toile, 92 × 65 cm, don de l'artiste.

- Valenciennes, musée des Beaux-Arts :
  - Les dunes, environs de Berck-Plage, 1895, huile sur toile, 73,3 × 116,7 cm[3] ;
  - Effet de neige au Marais de l'Epaix à Valenciennes, 1890, huile sur toile, 50,3 × 72,2 cm[4] ;
  - Vue de la Porte de Mons à Valenciennes, 1891, huile sur toile, 38,2 × 55,2 cm[5] ;
  - Le Caillou qui bique (Roisin, Belqique), XIXe siècle, huile sur toile, 94,9 × 72,9 cm[6] ;
  - Paysage avec falaises, 1894, huile sur toile, 113,2 × 118,3 cm[7] ;
  - Paysage, XIXe siècle, huile sur toile, 146,6 × 234,7 cm[8] ;
  - Paysage, 1901, huile sur toile, 146,5 × 233,2 cm[9].